# Raccordo autostradale 12
Der Raccordo autostradale 12 (italienisch für ‚Autobahnzubringer 12‘), auch Asse attrezzato genannt, ist ein Autobahnzubringer in der Mitte Italiens, der den Hafen von Pescara am Adriatischen Meer mit dem Flughafen und den Industriezentren der Stadt sowie der  A25 und der A14 verbindet. Außerdem verbindet er die beiden Städte Chieti und Pescara miteinander. Er liegt in der italienischen Region Abruzzen.
Das Decreto Legislativo 29 ottobre 1999, n.461 hat den RA12 nicht in das Autobahnnetz Italiens aufgenommen, sondern ihn als Straße von nationalen Interesse eingestuft. 2001 erhielt er aufgrund des Decreto del Presidente del Consiglio dei Ministri del 21 settembre 2001 die Bezeichnung RA 12.
An den Hinweistafeln auf der Trasse kommt die Bezeichnung RA12 jedoch nicht vor. Verwaltet wird der 14,800 km lange Autobahnzubringer von der ANAS.
Bislang ist der RA 12, wie alle von der ANAS betreuten Strecken, mautfrei.